# Miniac-Morvan
Miniac-Morvan es una comuna francesa situada en el departamento de Ille y Vilaine, en la región de Bretaña.

## Demografía
| 2290 | 2244 | 2161 | 2595 | 2815 | 2784 | 4257 |
| Para los censos de 1962 a 1999 la población legal corresponde a la población sin duplicidades (Fuente: INSEE [Consultar]) |      |      |      |      |      |      |